# 호니에우송 다 시우바 바르보사
호니에우송 다 시우바 바르보사(포르투갈어: Ronielson Da Silva Barbosa, 1995년 5월 11일 ~ )는 호니라고 불리고 있는 브라질의 축구 선수로 현재 SE 파우메이라스에서 공격수로 활약하고 있다.

## 클럽 경력
2014년 클루비 두 헤무에서 데뷔하자마자 캄페오나투 파라나엔시 우승을 맛본 후 2015년 크루제이루 SC로 이적했다가 2016년 나우치쿠 카피바라비로 임대 이적하여 팀의 2016 시즌 2부 리그 5위의 호성적에 일조했으나 아쉽게도 차기 시즌 1부 리그 승격까지는 이뤄지지 못했다.
그 후 크루제이루와 계약을 해지한 뒤 2017년 1월 9일 일본 J1리그의 알비렉스 니가타와 입단 계약을 체결하며 데뷔 후 처음으로 아시아 무대에 진출했고 입단 첫 해인 2017 시즌 1부 리그에서 7골을 터뜨리며 팀내 최다 득점자에 이름을 올렸지만 차기 시즌 J2리그 강등까지는 막지 못했고 2018 시즌 종료 후 니가타와의 계약을 해지했다.
1년간의 해외 생활을 마치고 고국으로 돌아와 아틀레치쿠 파라나엔시로 이적한 뒤 2020년까지 활동하며 2018년 코파 수다메리카나 우승, 2019년 브라질컵과 J리그컵 / 코파 수다메리카나 챔피언십 우승의 기쁨을 맛보았다.
그리고 2020년 SE 파우메이라스로 이적하여 현재까지 2020년 브라질컵 우승, 캄페오나투 파울리스타 우승, 2020년 코파 리베르타도레스 우승의 성과를 거두었다.

## 수상

### 클럽
클루비 두 헤무
- 캄페오나투 파라나엔시 : 우승 (2014)

아틀레치쿠 파라나엔시
- 코파 수다메리카나 : 우승 (2018)
- 브라질컵 : 우승 (2019)
- J리그컵 / 코파 수다메리카나 챔피언십 : 우승 (2019)

SE 파우메이라스
- 브라질컵 : 우승 (2020)
- 캄페오나투 파울리스타 : 우승 (2020)
- 코파 리베르타도레스 : 우승 (2020)